# Kaiser Wilhelm der Große

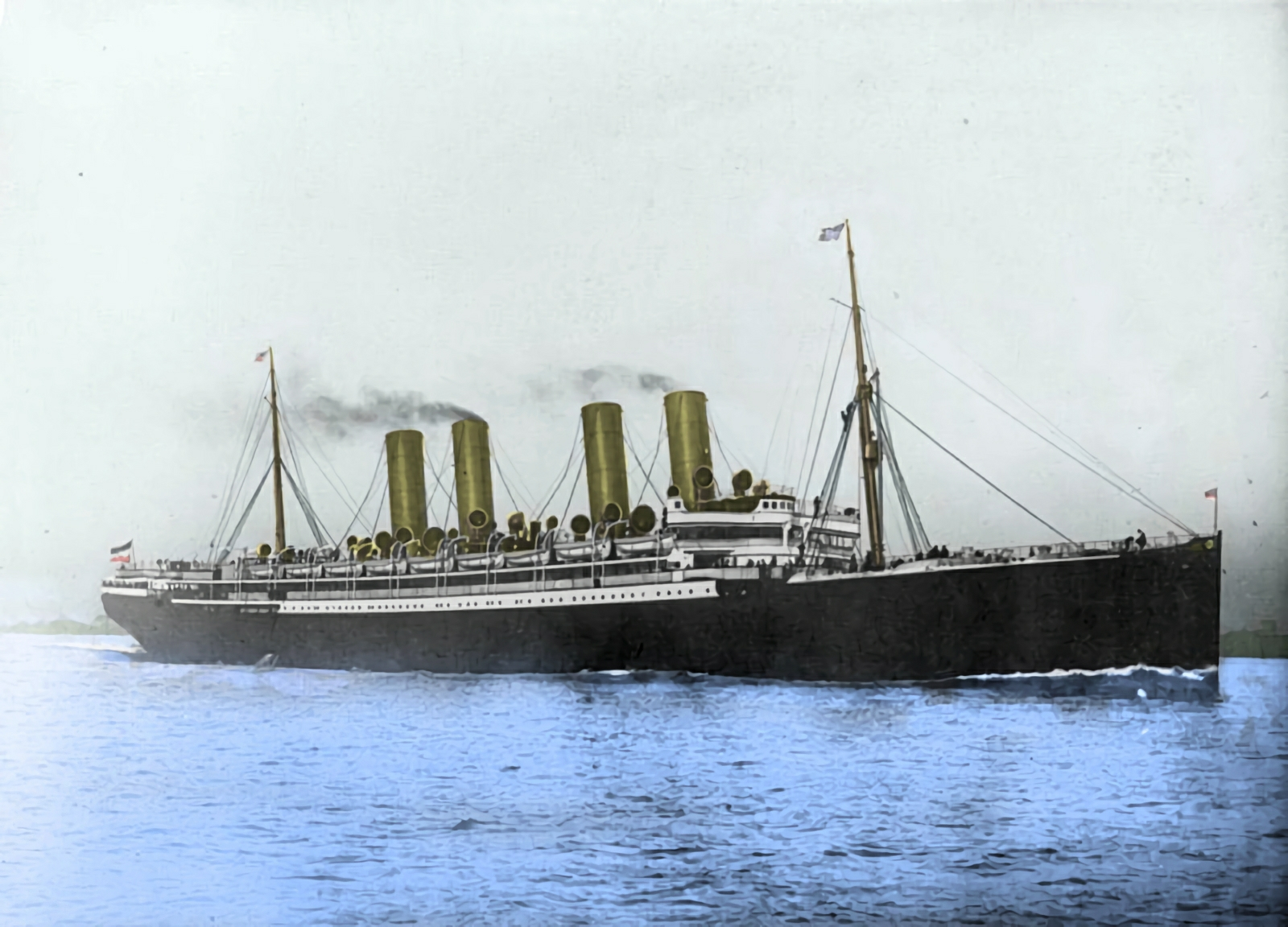

La Kaiser Wilhelm der Große era un transatlantico tedesco adibito alla guerra di corsa durante le prime fasi della prima guerra mondiale. Era stata così battezzata in onore di Guglielmo I di Germania.
Venne varato nei cantieri Bremen-Vulcan e completato nel 1897.

## Servizio passeggeri
Nel periodo precedente la grande guerra, la Norddeutscher Lloyd (NDL) era proprietaria di transatlantici eleganti e veloci, che rappresentavano l'immagine della nazione nelle rotte del nord Atlantico. Durante gli anni 1897-1907 i suoi bastimenti conquistarono tre volte il Nastro Azzurro, prestigioso premio per la traversata più veloce, e uno dei bastimenti che riuscì nell'impresa di abbassare questo primato fu proprio il Wilhelm der Große.
La nave fu costruita nei cantieri della AG Vulkan di Stettino (scafo N° 234), e al momento del varo fu la nave passeggeri più grande del mondo. La nave fu la prima nave passeggeri ad avere quattro fumaioli, inclinati all'indietro, e aveva dimensioni imponenti per un bastimento del tardo XIX secolo, prua verticale, e due snelli alberi a prua e poppa del blocco sovrastrutture. Aveva una potenza e velocità superiore a quella delle navi da battaglia dell'epoca, e nonostante la mancanza delle turbine era capace di superare ampiamente i 20 nodi, cosa difficile da ottenere con le motrici alternative. Nel realizzarla si pensò anche ad un possibile impiego bellico, e così le paratie e altre strutture vennero rinforzate significativamente. La sua carena, realizzata in scala, fu sperimentata presso la vasca navale della Regia Marina italiana di La Spezia. Le prove furono successivamente ripetute con la partecipazione di personale italiano presso la nuovissima vasca navale tedesca di Bremerhaven.
Per l'uso come nave ausiliaria della flotta da guerra offriva la spaziosità delle sue cabine per equipaggio, truppe e prigionieri imbarcati, come anche la tenuta al mare grosso data da un alto bordo libero. La nave non era realmente indicata per il compito di corsara date le caratteristiche dell'apparato motore, il cui alto consumo costituiva un problema senza soluzione. Le sue dimensioni erano di 197,70 metri di lunghezza per 20,01 di larghezza e stazzava 14.349 tonnellate.
Sino al 1899 era la più grande nave esistente al mondo e fino all'anno prima la più veloce: aveva due motori a vapore a tripla espansione per una potenza di 28.000 hp con propulsione a due eliche, per un consumo giornaliero di 560 tonnellate di carbone che le davano una velocità di crociera di ben 22,5 nodi; poteva ospitare 332 passeggeri in prima classe, 343 in seconda e 1.074 sottocoperta.
Il 19 settembre 1897 fece il viaggio inaugurale Brema - Southampton - New York - Plymouth - Brema. Nel 1898 il 24% di tutte le traversate atlantiche di prima classe per il Nord America venne effettuato proprio sul Kaiser Wilhelm der Große. Nel marzo 1898 batté il primato di velocità nell'attraversamento dell'Atlantico in 5 giorni, 15 ore e 46 minuti ad una velocità media di 22,46 nodi dai Needles a Sandy Hook. Nel 1900 fu il primo transatlantico tedesco a dotarsi dell'apparecchio telegrafico Marconi. Nel giugno del 1900 scampò per un soffio all'incendio dei magazzini del Molo del Norddeutscher Lloyd ad Hoboken, al quale era attraccata. Il 21 novembre nel porto di Cherbourg entrò in collisione con il postale inglese Orinoco, che con la prua aprì uno squarcio sulla fiancata di dritta della nave. Sul Kaiser Wilhelm der Große persero la vita cinque passeggeri e sull'Orinoco tre marinai.
Nel 1901, in occasione delle riparazioni, furono modificati gli alloggiamenti interni sulla base della richiesta del mercato: 400 passeggeri in prima classe, 350 in seconda e 800 sottocoperta. Dal 26 gennaio al 1º marzo 1907 fece la sua unica crociera da New York in Mediterraneo. Il 25 maggio 1907 perse il timone sulla tratta New York - Plymouth. Il 12 dicembre 1910, di ritorno da New York verso Brema, perse un'elica sui Banchi di Terranova e fece il viaggio con una sola elica a 17,5 nodi. Nell'inverno del 1914 fu riallestita come nave per emigranti, con la stazza diminuita a 13.592 tonnellate, la modifica degli alloggiamenti e l'abolizione della prima e della seconda classe per ospitare 630 passeggeri di terza classe e 1.500 sottocoperta. Il 18 marzo 1914 fece l'ultimo viaggio Brema - New York senza scalo, con ritorno con scali Plymouth e Cherbourg.

## Attività in guerra
Il 4 agosto 1914 fu trasformata in nave armata della Kaiserliche Marine nei cantieri di Bremerhaven. Scoppiata la guerra, la nave venne pitturata in un nero opaco e imbarcò l'armamento di cannoni, prevalentemente da 105 mm; al comando del capitano di fregata Max Reymann, salpò già il 4 agosto 1914, e rasentando la costa norvegese anticipò il blocco navale britannico catturando un peschereccio da 225t, il Tubal Cain. Verso il 15 agosto era nella zona di pattugliamento, catturando in rapida sequenza quattro bastimenti civili e seminando scompiglio nell'Atlantico centrale.

Lo scontro tra il Kaiser Wilhelm der Grosse e il Highflyer

Come nave militare corsara affondò tre navi alleate ed arrembò le navi passeggere britanniche Galician e Arlanza. Ritrovatosi senza carbone, l'equipaggio dovette rifugiarsi nell'ancoraggio di Río de Oro nel Sahara Spagnolo occidentale, per rifornirsi da una carboniera catturata. La superiorità strategica della flotta britannica, dovuta soprattutto al numero delle basi disponibili, si palesò subito, perché il 26 agosto 1914, al largo della costa del Río de Oro, la nave fu raggiunta dall'incrociatore britannico HMS Highflyer che, armato di cannoni da 152 mm, intimò la resa alla Kaiser Wilhelm der Große. Le due navi ingaggiarono un combattimento che dimostrò l'inadeguatezza dei transatlantici nella lotta al traffico mercantile, cosa che sarebbe stata ben presto risolta con navi più adatte allo scopo. Dopo 90 minuti di battaglia, il Kaiser Wilhelm der Große rimase a secco di munizioni e, sebbene non molto danneggiato, fu autoaffondato su un bassofondo sabbioso per evitarne il riutilizzo da parte nemica.

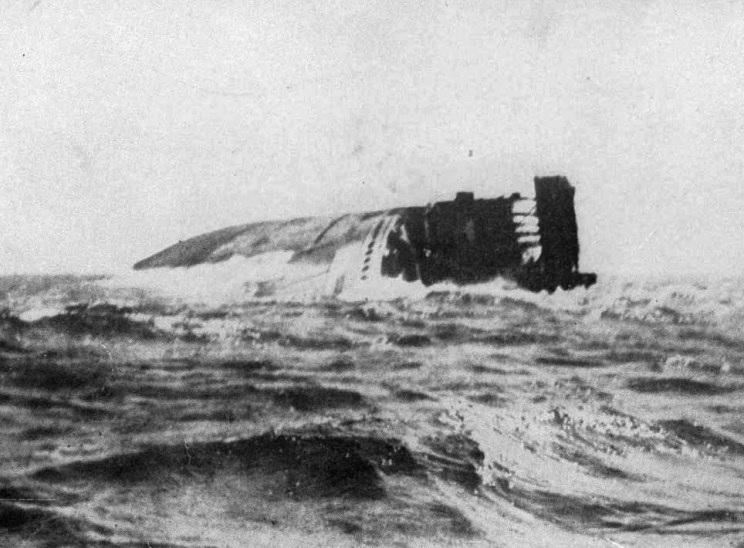
Il relitto della nave dopo il combattimento

Il relitto fu demolito solo trentotto anni dopo, nel 1952. La campana della nave fu resa al governo tedesco, il quale la restituì a propria volta alla compagnia armatrice Norddeutscher Lloyd.